# Kato Hiroki
Hiroki Kato (sinh ngày 31 tháng 7 năm 1986) là một cầu thủ bóng đá người Nhật Bản.

## Sự nghiệp câu lạc bộ
Hiroki Kato đã từng chơi cho Mito HollyHock.